# MC Ingryd
Ingryd Rainha Marques de Oliveira (Rio de Janeiro, 25 de outubro de 2000), mais conhecida pelo nome artístico MC Ingryd, é uma cantora e compositora brasileira de funk carioca e brega funk, conhecida nacionalmente pela canção "Vem me Satisfazer".

## Biografia
Nascida em Campo Grande e criada na Vila Kennedy, zona oeste do Rio de Janeiro, Ingryd iniciou sua trajetória na música em grupos de canto de uma igreja evangélica que frequentava durante a sua infância. Após fazer algumas composições de trap em 2018, como a canção "Sem Limites", no ano de 2019 Ingryd resolveu começar a escrever músicas no gênero funk carioca, sendo sua primeira composição uma paródia de "Sinto sua Falta", do cantor Ferrugem.
Na sequência, Ingryd lançou "Vem me Satisfazer", uma canção de Funk 150 BPM com conotações sexuais e referências a substâncias como o lean. Esta versão, gravada em conjunto com o DJ Henrique da VK, tornou-se conhecida nacionalmente e em poucas semanas tornou-se a quarta canção no ranking brasileiro do Spotify, além de alcançar posições na parada portuguesa. Ingryd gravou também um remix desta canção, em parceria com MC Elvis e DJ Pernambuco, com arranjos mais próximos ao brega funk, alcançando também posições nas paradas musicais brasileiras. Após o êxito nestas canções, Ingryd foi contratada pela gravadora KondZilla.

## Singles
- "Vem Me Satisfazer" (2019)
- "Vem Me Satisfazer (Remix)" (part. MC Elvis e DJ Pernambuco) (2019)
- "Encaixou Certin" (part. Vitinho Polêmico) (2020)
- "Perdi o Juízo" (2020)
- "Papinho Furado" (2020)
- "Melhor de Mim" (2021)
- "Danada" (2021)
- "Sequência de Vapo Vapo" (part. Biu do Psirico) (2021)